# Kiến trúc La Mã cổ đại
| Lịch sử kiến trúc phương Tây |
| Kiến trúc thời kì đồ đá      |
| Kiến trúc Ai Cập cổ đại      |
| Kiến trúc Lưỡng Hà           |
| Kiến trúc cổ điển            |
| Kiến trúc Hy Lạp cổ đại      |
| Kiến trúc La Mã cổ đại       |
| Kiến trúc thời Trung Cổ      |
| Kiến trúc Byzantine          |
| Kiến trúc Romanesque         |
| Kiến trúc Gothic             |
| Kiến trúc Phục Hưng          |
| Kiến trúc Baroque            |
| Kiến trúc Rococo             |
| Kiến trúc Tân cổ điển        |
| Kiến trúc hiện đại           |
| Kiến trúc hậu hiện đại       |
|                              |
| Các mục từ                   |

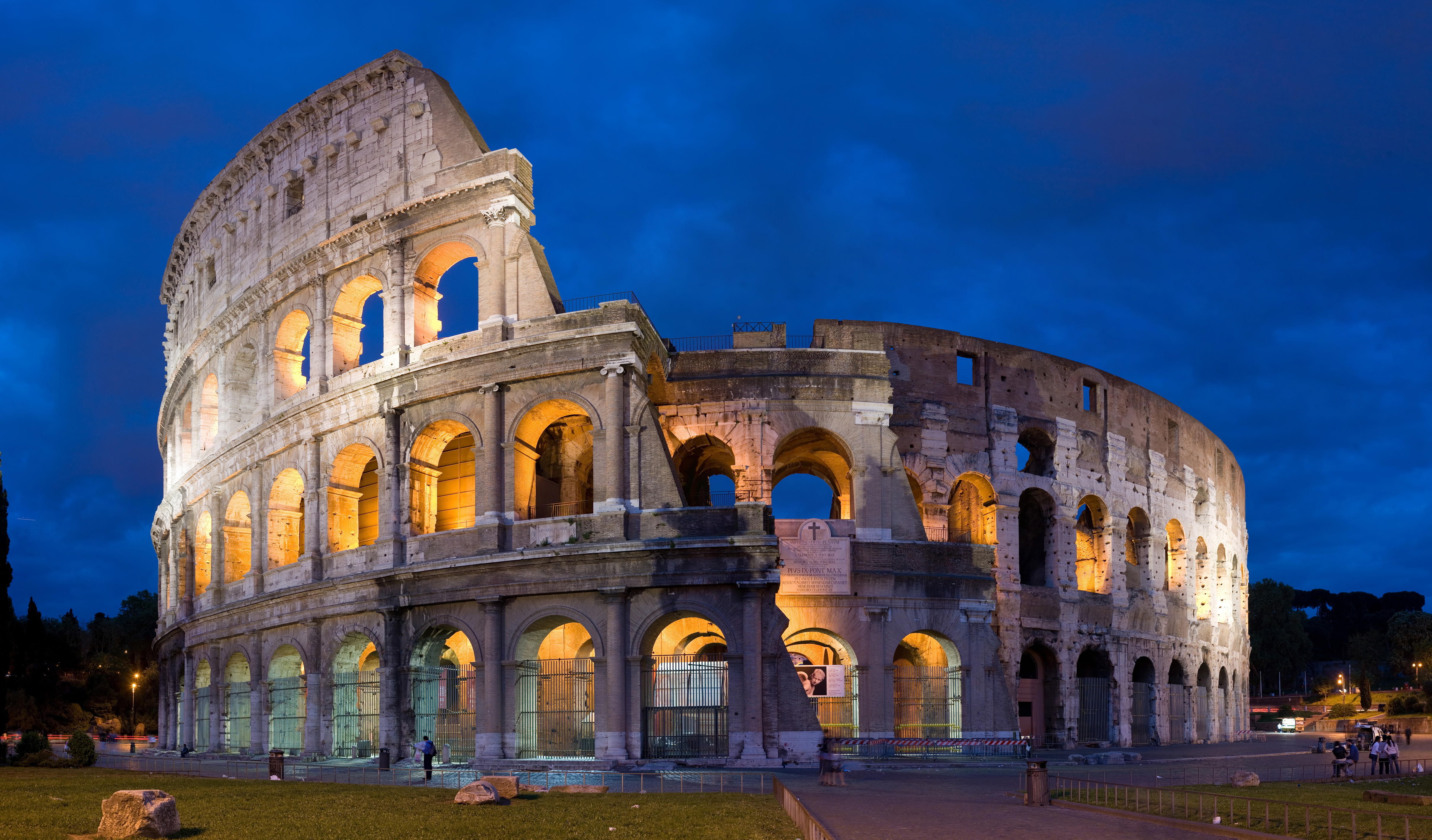
Đấu trường La Mã ở Ý.

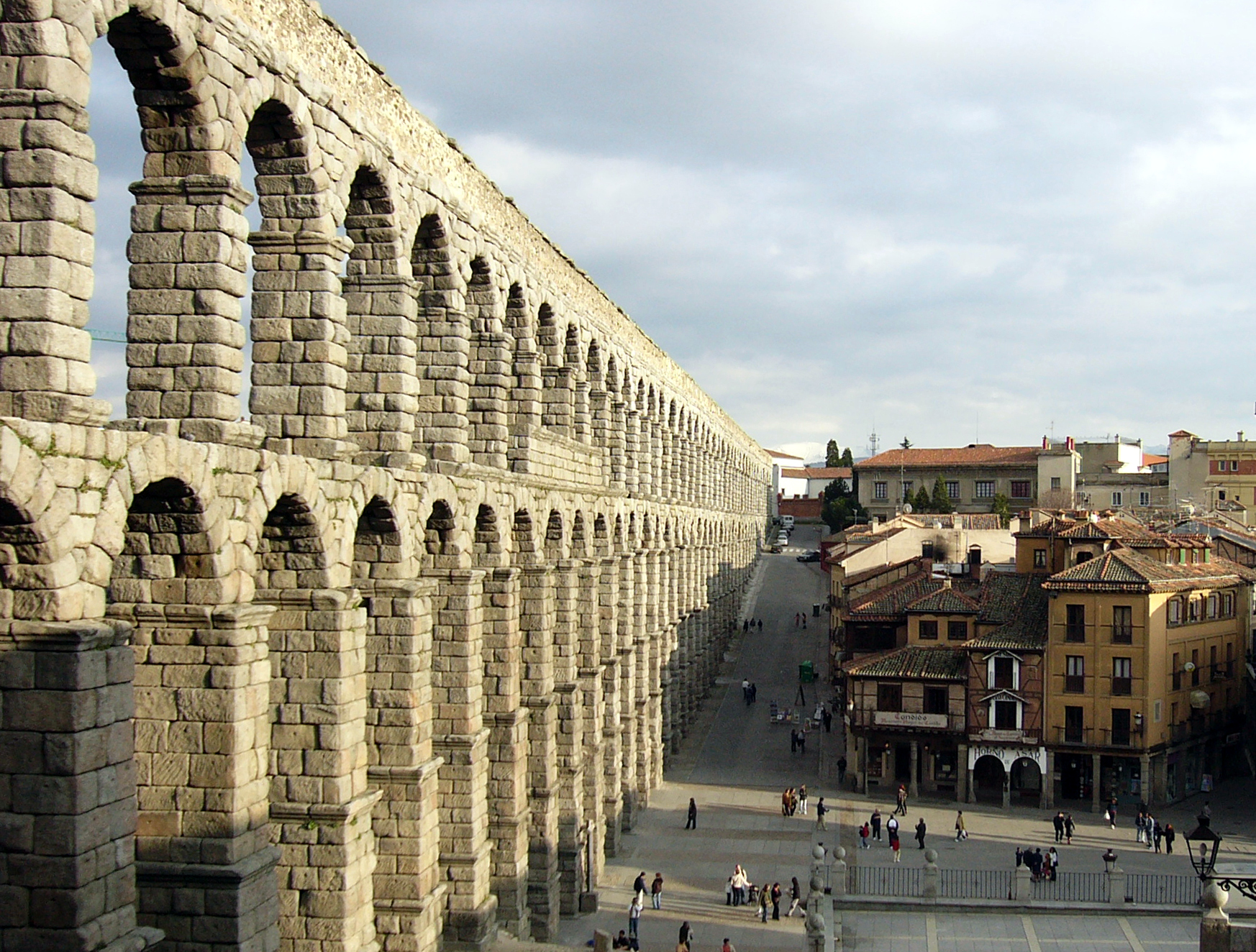
Cầu máng ở Segovia, Tây Ban Nha

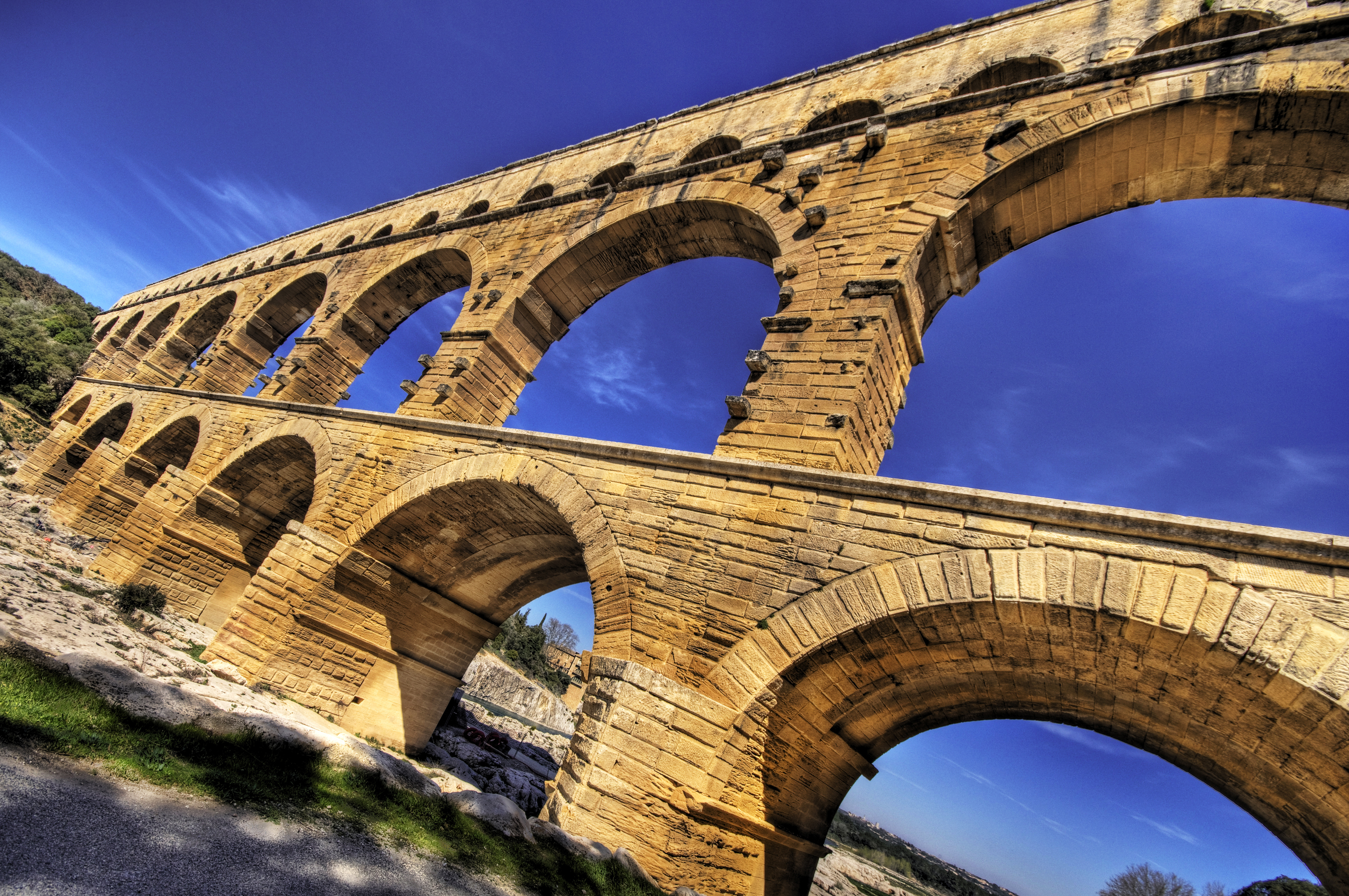
Pont du Gard (Cầu Gard), máng dẫn nước cổ miền Nam nước Pháp

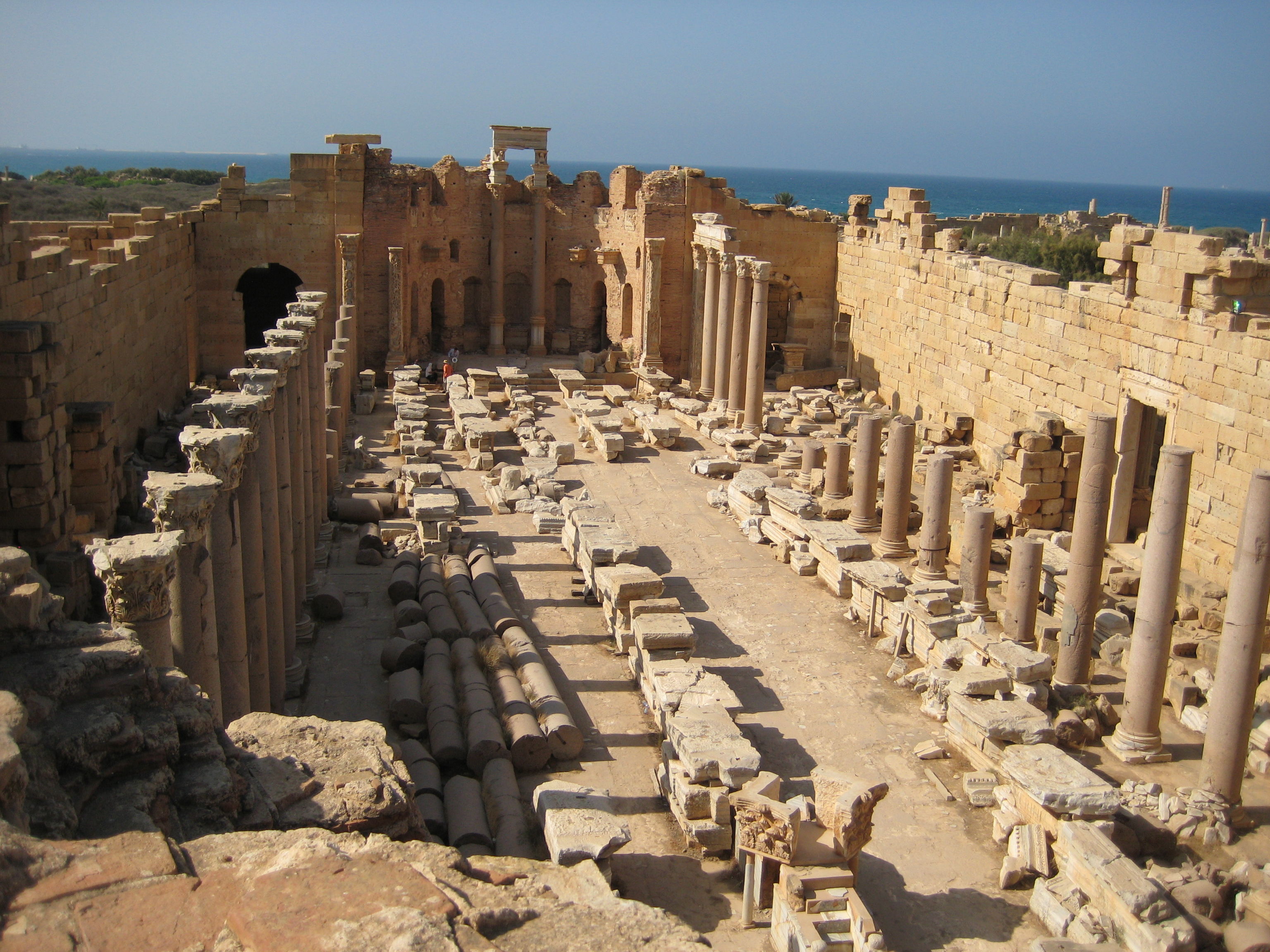
Thánh đường Severan Basilica ở Leptis Magna

Kiến trúc La Mã cổ đại đã áp dụng kiến trúc Hy Lạp bên ngoài cho các mục đích riêng của họ, tạo ra một phong cách kiến trúc mới. Người La Mã đã tiếp nhận ảnh hưởng của Hy Lạp, rõ ràng trong nhiều khía cạnh liên quan chặt chẽ đến kiến trúc, ví dụ, điều này có thể được nhìn thấy trong phần giới thiệu và sử dụng các Triclinium trong các villa La Mã làm nơi và cách thức ăn uống. Người La Mã, tương tự như vậy, đã vay mượn các nước láng giềng của họ và cha ông Etruscan đã cung cấp cho họ với vô số kiến thức cần thiết cho các giải pháp kiến trúc tương lai, chẳng hạn như hệ thống thủy lực và xây dựng các vòm.

## Bối cảnh thiên nhiên - Xã hội
Đầu thế kỷ thứ VIII trước CN, bán đảo Italia được chia làm 3 vùng: vùng Tây Bắc thuộc dân tộc Etruscan, vùng Trung thuộc người La tinh, và vùng phía Nam thuộc dân gốc Hy Lạp.
Đến giữa thế kỷ thứ VIII, liên minh các "quốc gia thành bang" ra đời, đứng đầu là quốc gia thành bang Etruria, mở đầu thời kỳ Vương quốc, lấy thủ đô là Roma.
Xã hội các yếu tố như sự giàu có và mật độ dân số cao tại các thành phố buộc người La Mã cổ đại khám phá mới (kiến trúc) các giải pháp của riêng mình. Việc sử dụng các mái vòm và khung vòm cùng với một kiến thức âm thanh vật liệu xây dựng, ví dụ, cho phép họ để đạt được những thành công chưa từng có trong việc xây dựng áp dụng các cấu trúc để sử dụng công cộng. Ví dụ như các cầu cạn dẫn nước của Roma, các phòng tắm của Diocletian và các Phòng tắm của Caracalla, các đại giáo đường và đấu trường La Mã.